# Andrés Villareal
Andrés Isaac Villarreal Tudón (ur. 22 października 1996) – meksykański skoczek do wody, olimpijczyk z Tokio 2020, wicemistrz uniwersjady.

## Udział w zawodach międzynarodowych
| Impreza                       | Rok  | Miejsce   | Konkurencja                        | Wynik  | Wynik   |
| Impreza                       | Rok  | Miejsce   | Konkurencja                        | Punkty | Miejsce |
| ----------------------------- | ---- | --------- | ---------------------------------- | ------ | ------- |
| Igrzyska olimpijskie          | 2020 | Tokio     | wieża 10 m indywidualnie           | 381.75 | 12.     |
| Mistrzostwa świata w pływaniu | 2017 | Budapeszt | wieża 10 m indywidualnie           | 379.95 | 16.     |
| Uniwersjada                   | 2019 | Neapol    | wieża 10 m indywidualnie           | 380.80 | 7.      |
| Uniwersjada                   | 2019 | Neapol    | wieża 10 m synchronicznie mężczyzn | 394.26 | srebro  |